# Operculina tansaensis
Operculina tansaensis är en vindeväxtart som beskrevs av Hermenegild Santapau och Patel. Operculina tansaensis ingår i släktet Operculina och familjen vindeväxter. Inga underarter finns listade i Catalogue of Life.